# Organització biològica
L'organització biològica o jerarquia de la vida, és la jerarquia d'estructures i sistemes biològics complexos que defineixen la vida mitjançant una aproximació reduccionista. La jerarquia tradicional, com es detalla més a baix, va des de l'àtom (com a nivell inferior) a la biosfera. Els nivells superiors d'aquest esquema es denominen freqüentment com organització ecològica.
Cada nivell en la jerarquia representa un increment en la complexitat d'organització, estant cada "objecte" compost per unitats bàsiques del nivell anterior. El principi bàsic sunyacente en l'organització és el concepte d'emergència -les propietats i funcions trobades en un nivell jeràrquic no es presenten en nivells inferiors.
L'organització fa referència a l'elevat ordre d'un organisme (en comparació amb els objectes generals). Idealment, els organismes individuals d'una mateixa espècie tenen la mateixa disposició. Per exemple, l'ésser humà típic té un tors amb dues cames a la part inferior, dos braços -un a cada costat- i un cap a la part superior. És extremadament rar (fins i tot impossible, a causa de factors fisiològics i biomecànics) trobar un ésser humà amb una disposició estructural diferent a aquesta.
L'organització biològica de la vida és un premissa fonamental en nombroses àrees de la investigació científica, particularment en la medicina. Sense aquest grau d'organització, seria molt més complex, i fins i tot impossible, aplicar l'estudi d'efectes de diversos fenòmens físics i químics a malalties i funcions corporals. Per exemple, camps tals com la neurociència cognitiva i del comportament no podrien existir si el cervell no estigués compost per tipus específics de cèl·lules, i els conceptes bàsics de la farmacologia no podrien existir si no se sabés que un canvi a nivell cel·lular pot afectar tot l'organisme. Aquestes aplicacions s'estenen també al camp de l'ecologia. Per exemple, els efectes directes del DDT ocorren a nivell subcel·lular, però afecten nivells superiors incloent-hi múltiples ecosistemes. En teoria, un canvi en un sol àtom podria canviar tota la biosfera.

## Nivells
L'esquema d'organització estàndard, des del nivell inferior al superior, és el següent:
- Àtom
- Molècula, una agrupació d'àtoms
- Orgànul, una agrupació de biomolècules.
- Cèl·lula, la unitat bàsica de tota vida i una agrupació d'orgànuls
- Teixit, una agrupació funcional de cèl·lules
- Òrgan, una agrupació funcional de teixits
- Sistema, una agrupació funcional d'òrgans
- Organisme, sistema bàsic de vida, una agrupació funcional de components inferiors amb almenys una cèl·lula
- Població, una agrupació d'organismes de la mateixa espècie
- Biocenosi o comunitat, una agrupació de població
- Ecosistema, una agrupació d'organismes de tots els dominis biològics en conjunció amb l'entorn físic (abiòtic)
- Biosfera, el conjunt complet d'ecosistemes

Els esquemes més complexos incorporen molts més nivells. Per exemple, una molècula pot ser considerada com una agrupació d'elements i un àtom pot ser subdividit en partícules subatòmiques (aquests nivells es troben fora de l'àmbit de l'organització biològica). Cada nivell pot ser subdividit també en la seva jerarquia pròpia, i tipus específics d'aquests objectes biològics poden tenir el seu propi esquema jeràrquic. Per exemple, els genomes poden ser subdividits en una jerarquia de gens.
És possible descriure cada nivell en la jerarquia mitjançant els nivells inferiors. Per exemple, l'organisme es pot descriure amb qualsevol dels seus nivells, fins i tot l'atòmic, molecular, cel·lular, histològic, orgànic i sistemàtic. És més, a cada nivell jeràrquic, apareixen noves funcions per al control de la vida. Segons un corrent de la ciència, aquestes noves funcions no existirien als nivells inferiors i es defineixen com propietats emergents.
Cada organisme està estructurat, encara que no necessàriament amb el mateix grau. Un organisme no pot estructurar-se en el nivell histològic si aquest no està compost per teixits.